# Arthur e la vendetta di Maltazard (film)
Arthur e la vendetta di Maltazard (Arthur et la vengeance de Maltazard) è un film del 2009 scritto e diretto da Luc Besson, girato in parte in animazione e in live action.
Il film è tratto dall'omonimo romanzo scritto dallo stesso Besson, ispirato ad un'idea di Céline Garcia. Il film è il seguito di Arthur e il popolo dei Minimei dello stesso autore.

## Trama
La storia riprende circa 10 mesi dopo gli avvenimenti del primo episodio Arthur e il popolo dei Minimei. Arthur, il protagonista riesce a superare le prove per diventare un membro degli indigeni, riconciliandosi con la natura. Nel frattempo, il padre cattura un'ape e sta per ucciderla, ma mentre prende lo spray insetticida, Arthur la libera e quest'ultima per vendetta, lasciando illeso il ragazzo, punge Armand. Quest'ultimo trova in seguito l'alveare e progetta di distruggerlo, ma gli indigeni e il nonno gli impediscono di farlo. Stanco di tutto ciò, fa i bagagli e obbliga la moglie e il figlio a seguirlo, ma Arthur riceve un chicco di riso con su scritto "Aiuto" mandato dai Minimei.
Rivela l'accaduto al nonno, il quale progetta quindi di andare a salvarli, con disappunto di Daisy, sua moglie, che ha paura di perderlo di nuovo. Per fortuna, durante una sosta Alfred, il cane del nonno, raggiunge Arthur lungo la strada e riesce a sostituirlo nella macchina e Arthur scappa, tornando dal nonno. Tutto è pronto e con il raggio di luna il passaggio sta per aprirsi, ma proprio a mezzanotte, una grossa nuvola nera copre la luna e il passaggio si chiude. Capendo di essere alle strette, Arthur chiede al capo degli indigeni se c'è un modo alternativo per raggiungere il mondo dei Minimei e il capo risponde che può usare le funi, un sistema molto rischioso (quasi mortale), che fu inventato prima del telescopio e che consiste nel legare intorno alla persona delle funi magiche, per poi stringerle al fine di estrarre tutta l'acqua dal suo corpo. Dopo aver sopportato le sofferenze di tale pratica, Arthur entra nel mondo dei Minimei, e il capo degli indigeni avverte il nonno che se perderà il raggio di luna il giorno dopo, per ritornare nel suo mondo dovrà aspettare 10 lune (circa 9/10 mesi).
Nel frattempo Arthur capita nella discoteca e lì trova il dj Max, suo vecchio amico, che gli rivela che Betameche è stato catturato dalle guardie degli Unicorni; mentre Max crea un diversivo con l'aiuto di un suo amico, Arthur libera Betameche e insieme scappano. Nel frattempo, la nonna di Arthur si sveglia in seguito a un incubo e così trova il marito Archibald mentre parla con gli indigeni e scopre dove si trova il nipote. Anche i genitori, scoperto l'inganno di Alfred, ritornano a casa, ma hanno un incidente con un montone, che rompe la loro auto. Riescono a tornare a casa e lì scoprono quanto avvenuto, ma il nonno e gli indigeni li rassicurano. La mattina seguente Arthur e Betameche cavalcano una farfalla, ma poi cadono su una ragnatela e si imbattono in un ragno. Incredibile ma vero, Betameche dà uno schiaffo al ragno e con un lecca-lecca lo addomestica (avendo lavorato in una fattoria di ragni da ragazzino) e l'aracnide li porta al villaggio. Mentre il ragno se ne va, i due entrano al villaggio e lì scoprono che la festa era stata cancellata. Tuttavia, non appena tutti vedono Arthur, la festa viene all'istante riorganizzata e Arthur racconta a tutti della richiesta di aiuto, ma tutti si mettono a ridere, dicendo che i Minimei comunicano solo con le foglie. Dopo la festa, Miro racconta ad Arthur di Selenia, la quale, rimasta delusa dall'assenza di Arthur, se n'era andata e gli racconta di tutti i preparativi che ella aveva fatto per ricevere Arthur. Ad un tratto, dalla porta si vede Selenia la quale è tenuta in ostaggio da Maltazard.
Inizialmente, Arthur offre la sua vita per Selenia, ma Maltazard rifiuta e racconta che dopo l'amara sconfitta inflittagli nel film precedente, il contrabbandiere gli ha parlato della cucina della casa da dove ha potuto osservare tutti gli abitanti (Daisy, Archibald e i genitori di Arthur) e, ascoltando le conversazioni del piano superiore, scoprire tutto. Quando ha sentito della partenza progettata dal padre, ha mandato la richiesta di aiuto al ragazzo. In seguito, Maltazard si dirige al passaggio, minacciando di portare con sé Selenia per poi ucciderla e schiavizzare la famiglia di Arthur, ma Miro ha un'idea e quando Arthur lancia a Maltazard il porta-oggetti di Betameche, Miro attiva la leva del passaggio e spedisce Maltazard fuori, salvando la vita a Selenia, la quale bacia Arthur appassionatamente, felice di rivederlo.
Nel frattempo, Maltazard viene catturato da uno scarabeo, il quale lo vuole divorare, ma accade una cosa incredibile: Maltazard comincia a crescere sempre di più fino a diventare altissimo; il povero scarabeo viene poi mangiato da Maltazard. Ma c'è di peggio: Miro attivando la leva del passaggio non sapeva che ciò avrebbe causato degli effetti collaterali e tutti scoprono che il passaggio è esploso, lasciando Arthur all'insignificante statura di 2 millimetri. Nella scena finale, appare Maltazard che con un semplice "buh!" spaventa gli animali del bosco circostante; al che, egli comincia a ridere follemente, preparandosi a conquistare il mondo.

## Promozione
(Tag-line del film.)

## Distribuzione
Il film è uscito in Italia il 30 dicembre 2009.

## Sequel
Il sequel del film si chiama Arthur e la guerra dei due mondi (Arthur et la guerre des deux mondes) ed è stato pubblicato in Francia il 22 agosto 2010. Il film in America è uscito direttamente su DVD il 22 marzo 2011 insieme al primo film.